# Dolmen di Motorra
Il dolmen di Motorra è un monumento sepolcrale preistorico situato nel comune di Dorgali, in provincia di Nuoro, da cui dista circa due chilometri. È ubicato su un piccolo altopiano basaltico ad una altezza di 287 m s.l.m. in prossimità dell'omonimo nuraghe (di cui sono presenti soltanto i resti) e non distante dai dolmen di Campu de Pistiddori, Cucché, Mariughia e Neulé. Come tutti i dolmen la sua destinazione era quella di ospitare una sepoltura collettiva.

## Descrizione
Il sepolcro è considerato uno dei più importanti della Sardegna sia perché raro esempio di dolmen "a corridoio", sia per i reperti archeologici rinvenuti che hanno contribuito ad una più approfondita conoscenza delle tombe dolmeniche sarde.
Costruito in pietra basaltica, il dolmen è costituito da otto ortostati rettangolari, finemente lavorati nella faccia interna e con la sommità superiore opportunamente appiattita, sovrastati da un lastrone di copertura irregolarmente circolare del diametro di m 3,00 per 0,30 di spessore. Il tutto a circoscrivere un vano funerario di circa 1,80 x 2,10 x 0,80 m.
Come detto, l'ingresso all'ambiente sepolcrale interno era preceduto da un corridoio, che era originariamente delimitato da due coppie di pietre ortostatiche di forma rettangolare, posate parallelamente, e tre lastre di copertura a formare un breve corridoio della sezione di m 0,50 x 0,65 lungo 2,10 m.
Il vano funerario è racchiuso in un doppio peristalite (anello di lastre di pietra infisse nel terreno "a coltello") di forma lievemente ellittica, che aveva la funzione di contenere il tumulo di terra e pietrame minuto che ricopriva la tomba.
I reperti archeologici rinvenuti a Motorra consentono di ricostruire le diverse fasi di utilizzo della tomba. I più antichi e significativi sono quattro frammenti fittili, ornati a solcature e coppelle, riferibili alla cultura di Ozieri (periodo di tempo che va dal 3200 a.C. al 2800 a.C.) ed un piccolo brassard a tre fori, riutilizzato probabilmente come pendaglio e riferibile alla cultura del vaso campaniforme (2700 - 2200 a.C.).